# Konnatales Vorzugshaltungssyndrom
Ein Konnatales Vorzugshaltungssyndrom oder Konnatales Prädiletionssyndrom (konnatal = angeboren,  Prädilektion = Vorliebe)
ist eine bei Geburt bestehende Deformierung an Kopf, Gesicht, Kiefer und Füssen mit einseitigen Impressionen (Eindellungen) an den Weichteilen und den Knochen. Die Ursache liegt in einer intrauterinen Zwangshaltung häufig durch Hochschlagen der Beine.
Indirekt kann auch die Wirbelsäule betroffen sein, z. B. mit einer Skoliose 
Die Deformierung kann die Entwicklung des Gehirnes und des Gesichtsschädels beeinflussen.
Die Häufigkeit wird mit 15–20 % bei Neugeborenen angegeben, in aller Regel sind die Veränderungen durch entsprechende Lagerung reversibel.
Differentialdiagnostisch sind abzugrenzen:
- Hemihypertrophie des Gesichtes
- Curtius-Syndrom  I (Partieller Gigantismus)
- Parry-Romberg-Syndrom (Hemiatrophia faciei progressiva)
- Orofaziale Hemikranie
- Muskulärer Schiefhals